# Koforidua
Koforidua is de hoofdstad van de regio Eastern in Ghana.
In 2000 telde Koforidua 87.315 inwoners.